# Ann Johnson (Leichtathletin)
Ann Johnson (Ann Elaine Johnson, geb. Howe;) (* 28. September 1933 in Elham, Kent) ist eine ehemalige britische Sprinterin und Weitspringerin.
Bei den Olympischen Spielen 1952 in Helsinki schied sie über 200 m im Vorlauf aus.
1954 wurde sie für England startend bei den British Empire and Commonwealth Games in Vancouver Vierte über 220 Yards und Fünfte im Weitsprung.
1953 und 1954 wurde sie Englische Meisterin über 220 Yards.

## Persönliche Bestleistungen
- 200 m: 24,8 s, 30. August 1953, Nürnberg
- Weitsprung: 5,42 m, 7. August 1954, Vancouver